# Life (Formula 1)
Life je nekdanje italijansko moštvo Formule 1, ki je v prvenstvu sodelovalo v sezoni 1990, toda dirkača Gary Brabham in Bruno Giacomelli se nista kvalificirala na nobeno dirko, zato se je moštvo umaknilo iz Formule 1 že dve dirki pred koncem prvenstva.

## Popoln pregled rezultatov
(legenda) (odebeljene dirke pomenijo najboljši štartni položaj)
| Leto | Šasija    | Motor                   | Gume | Dirkača          | 1    | 2    | 3    | 4    | 5    | 6    | 7    | 8    | 9    | 10   | 11   | 12   | 13   | 14   | 15  | 16  | Toč | Prv |
| ---- | --------- | ----------------------- | ---- | ---------------- | ---- | ---- | ---- | ---- | ---- | ---- | ---- | ---- | ---- | ---- | ---- | ---- | ---- | ---- | --- | --- | --- | --- |
| 1990 | Life F190 | Life F35 W12 Judd CV V8 | G    |                  | ZDA  | BRA  | SMR  | MON  | KAN  | MEH  | FRA  | VB   | NEM  | MAD  | BEL  | ITA  | POR  | ŠPA  | JAP | AVS | 0   | NC  |
| 1990 | Life F190 | Life F35 W12 Judd CV V8 | G    | Gary Brabham     | DNPQ | DNPQ |      |      |      |      |      |      |      |      |      |      |      |      |     |     | 0   | NC  |
| 1990 | Life F190 | Life F35 W12 Judd CV V8 | G    | Bruno Giacomelli |      |      | DNPQ | DNPQ | DNPQ | DNPQ | DNPQ | DNPQ | DNPQ | DNPQ | DNPQ | DNPQ | DNPQ | DNPQ |     |     | 0   | NC  |